# Luther Blissett (pseudonym)

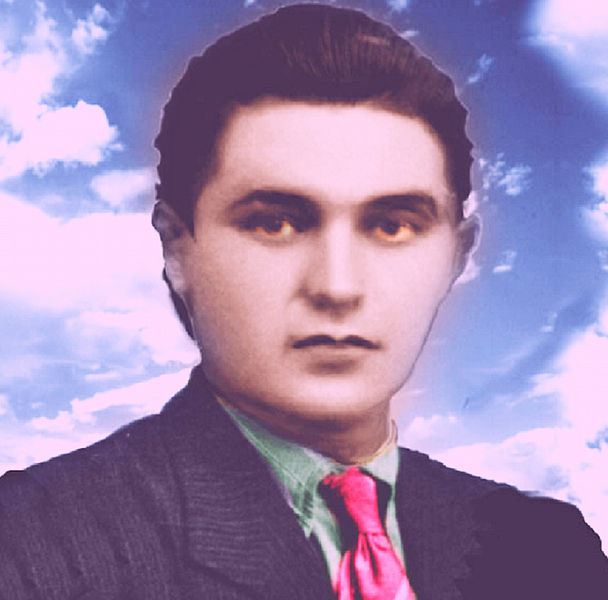
Podoba Luthera Blissetta, převzato z wumingfoundation.com

Luther Blissett je mnohonásobně využívaný pseudonym, „otevřená pověst“, neformálně přijatá a sdílená stovkami umělců a sociálních aktivistů po celé Evropě a Jižní Americe od roku 1994.[zdroj?]
Poprvé o sobě dal Luther Blissett vědět v listopadu 1994 na Usenetu. Uveřejnil mystifikační článek o údajném celosvětovém používání jednoho jména jako mnohonásobné identity. Ačkoli byl článek psán velmi neohrabanou a nespisovnou angličtinou, byl odeslán z Univerzity v Missouri v Columbii.
Z důvodů, které nejsou doposud známé, bylo toto jméno vypůjčeno od britského fotbalisty afro-karibského původu, hrajícího v osmdesátých letech 20. století (svého času i za slavný AC Milan). V Itálii se mezi lety 1994–1999 stal takzvaný „Luther Blissett Projekt“ (organizovaná otevřená komunita sdílející identitu „Luthera Blissetta“) velice populárním fenoménem a vytvořil legendu s pověstí národního hrdiny. Tento Robin Hood informačního věku začal vést partyzánskou válku v mnoha kulturních odvětvích a rozběhl solidární kampaň obětem cenzury a útlaku. Kromě toho vytvořil mnoho propracovaných mediálních žertů jako formu umění, vždy vyzývajících k odpovědnost a žádajících vysvětlení, jakých chyb využil k vytvoření fiktivního příběhu. Blissett byl aktivní také v dalších zemích, zejména ve Španělsku a Německu. Prosinec roku 1999 znamenal konec pětiletého plánu „Projektu Luther Blissett“. Proto spáchal symbolickou seppuku – rituální sebevraždu. Umělci seskupení kolem toho projektu v roce 2000 vytvořili novou skupinu, nazvanou Wu Ming.

## Román „Q“
V České republice je Luther Blissett znám od roku 2006, kdy nakladatelství Dokořán vydalo jeho román Q. Protože se jedná o postmoderní román, je jeho žánrové zařazení a interpretace poněkud obtížná a nejednoznačná. Stručně by jej šlo ale označit za historický román, odehrávající se v Evropě v období reformace a náboženských bouří 16. století. V Itálii vyšel v roce 1999, od té doby byl přeložen do mnoha jazyků (španělštiny, ruštiny, portugalštiny, polštiny, korejštiny, řečtiny, němčiny, francouzštiny, nizozemštiny a dánštiny). V roce 2003 byla kniha nominována na cenu „Guardian First Book Prize“.